# Challenge Mallorca 2012
De Challenge Mallorca 2012 stond voor dit jaar als een serie van vier eendaagse wielerwedstrijden op de wielerkalender van 5 tot en met 8 februari. Deze vier afzonderlijke wedstrijden van de 21e editie van de Challenge Mallorca, die wordt verreden op Mallorca, Spanje, maakte deel uit van de UCI Europe Tour 2012.
De vierde wedstrijd, de Trofeo Serra de Tramuntana, werd vanwege sneeuwoverlast afgelast.

## Trofeo's
| Naam                       | Datum      | Afstand  | Winnaar               | Ploeg                   |
| -------------------------- | ---------- | -------- | --------------------- | ----------------------- |
| Trofeo Palma               | 5 februari | 116,0 km | Andrew Fenn           | Omega Pharma-Quick Step |
| Trofeo Migjorn             | 6 februari | 171,7 km | Andrew Fenn           | Omega Pharma-Quick Step |
| Trofeo Deià                | 7 februari | 151,0 km | Lars Petter Nordhaug  | Sky ProCycling          |
| Trofeo Serra de Tramuntana | 8 februari | 160,2 km | wegens sneeuwoverlast | wegens sneeuwoverlast   |

## Uitslagen

### Trofeo Palma de Mallorca
De Trofeo Palma was een rit in lijn met start en finish in Palma.
| Plaats  | Naam               | Ploeg                   | Tijd     |
| ------- | ------------------ | ----------------------- | -------- |
| Winnaar | Andrew Fenn        | Omega Pharma-Quick Step | 2u23'53" |
| 2       | André Schulze      | Team NetApp             | z.t.     |
| 3       | Aleksandr Porsev   | Team Katjoesja          | z.t.     |
| 4       | Manuel Cardoso     | Caja Rural              | z.t.     |
| 5       | Daniele Bennati    | RadioShack-Nissan       | z.t.     |
| 6       | Remco te Brake     | Cyclingteam De Rijke    | z.t.     |
| 7       | Matti Breschel     | Team Katjoesja          | z.t.     |
| 8       | Alexej Tsatevittsj | Team Katjoesja          | z.t.     |
| 9       | Zakkari Dempster   | Endura Racing           | z.t.     |
| 10      | Matteo Pelucchi    | Europcar                | z.t.     |
|         |                    |                         |          |
| 12      | Kenny Dehaes       | Lotto-Belisol           | z.t.     |

### Trofeo Migjorn
De Trofeo Migjorn was een rit van Llucmajor naar Campos.
| Plaats  | Naam                   | Ploeg                   | tijd     |
| ------- | ---------------------- | ----------------------- | -------- |
| Winnaar | Andrew Fenn            | Omega Pharma-Quick Step | 3u52'51" |
| 2       | Aleksandr Porsev       | Team Katjoesja          | z.t.     |
| 3       | Matteo Pelucchi        | Europcar                | z.t.     |
| 4       | Manuel Cardoso         | Caja Rural              | z.t.     |
| 5       | Edvald Boasson Hagen   | Sky ProCycling          | z.t.     |
| 6       | Yoeri Havik            | Cyclingteam De Rijke    | z.t.     |
| 7       | Jonathan Cantwell      | Team Saxo Bank          | z.t.     |
| 8       | Jon Aberasturi Izaga   | Orbea                   | z.t.     |
| 9       | Jose Joaquin Rojas Gil | Team Movistar           | z.t.     |
| 10      | Alexej Tsatevittsj     | Team Katjoesja          | z.t.     |
|         |                        |                         |          |
| 13      | Frederique Robert      | Lotto-Belisol           | z.t.     |

### Trofeo Deià
De Trofeo Deià was een rit in lijn met start en finish in Deià.
| Plaats  | Naam                 | Ploeg                   | tijd     |
| ------- | -------------------- | ----------------------- | -------- |
| Winnaar | Lars Petter Nordhaug | Sky ProCycling          | 3u55'27" |
| 2       | Rui Costa            | Team Movistar           | +0'26"   |
| 3       | Sergio Henao         | Sky ProCycling          | +0'28"   |
| 4       | Jakob Fuglsang       | RadioShack-Nissan       | +0'35"   |
| 5       | Tiago Machado        | RadioShack-Nissan       | +0'45"   |
| 6       | Salvatore Puccio     | Sky ProCycling          | +0'57"   |
| 7       | Xavier Florencio     | Team Katjoesja          | z.t.     |
| 8       | Jeremie Galland      | Saur-Sojasun            | z.t.     |
| 9       | Greg Van Avermaet    | BMC Racing Team         | z.t.     |
| 10      | Gerald Ciolek        | Omega Pharma-Quick Step | z.t.     |
|         |                      |                         |          |
| 36      | Steven Kruijswijk    | Rabobank                | +1'21"   |

### Trofeo Serra de Tramuntana
De Trofeo Serra de Tramuntana zou een rit zijn geweest van Sóller naar Monasterio de Lluc. De wedstrijd werd echter afgelast wegens sneeuw- en regenoverlast, die een deel van het parcours onberijdbaar maakten.
1992 · 1993 · 1994 · 1995 · 1996 · 1997 · 1998 · 1999 · 2000 · 2001 · 2002 · 2003 · 2004 · 2005 · 2006 · 2007 · 2008 · 2009 · 2010 · 2011 · 2012 · 2013 · 2014 · 2015 · 2016 · 2017 · 2018 · 2019 · 2020 · 2021 · 2022 · 2023 · 2024 · 2025
Etappewedstrijden

 Ster van Bessèges · 
 Ronde van de Middellandse Zee · 
 Ruta del Sol · 
 Ronde van de Algarve · 
 Ronde van de Haut-Var · 
 Driedaagse van West-Vlaanderen · 
 Internationale Wielerweek · 
 Internationaal Wegcriterium · 
 Driedaagse van De Panne-Koksijde · 
 Ronde van de Sarthe · 
 Ronde van Trentino · 
 Ronde van Turkije · 
 Ronde van Asturië · 
 Vierdaagse van Duinkerke · 
 Ronde van Azerbeidzjan · 
 Szlakiem Grodòw Piastowskich · 
 Ronde van Castilië en León · 
 Ronde van Picardië · 
 Ronde van Noorwegen · 
 World Ports Classic · 
 Ronde van Beieren · 
 Ronde van België · 
 Tour des Fjords · 
 Ronde van Estland · 
 Ronde van Luxemburg · 
 Boucles de la Mayenne · 
 Ster ZLM Toer · 
 Ronde van Slovenië · 
 Route du Sud · 
 Ronde van Oostenrijk · 
 Sibiu Cycling Tour · 
 Ronde van Wallonië · 
 Ronde van Portugal · 
 Ronde van Denemarken · 
 Ronde van de Ain · 
 Ronde van Burgos · 
 Arctic Race of Norway · 
 Ronde van de Limousin · 
 Ronde van Poitou-Charentes · 
 Wielerweek van Lombardije · 
 Ronde van Groot-Brittannië · 
 Ronde van Gévaudan Languedoc-Roussillon · 
 Eurométropole Tour
Eendaagse wedstrijden

 GP La Marseillaise · 
 Grote Prijs van de Etruskische Kust · 
 Trofeo Palma · 
 Trofeo Ses Salines · 
 Trofeo Serra de Tramuntana · 
 Trofeo Platja de Muro · 
 Trofeo Laigueglia · 
 Ronde van Murcia · 
 Omloop Het Nieuwsblad · 
 Classic Sud Ardèche · 
 GP Lugano · 
 Clásica de Almería · 
 Kuurne-Brussel-Kuurne · 
 La Drôme Classic · 
 Le Samyn · 
 GP Città di Camaiore · 
 Strade Bianche · 
 Roma Maxima · 
 Ronde van Drenthe · 
 Dwars door Drenthe · 
 Nokere Koerse · 
 GP Nobili Rubinetterie · 
 Handzame Classic · 
 Classic Loire-Atlantique · 
 Grote Prijs van Cholet-Pays de Loire · 
 Dwars door Vlaanderen · 
 Route Adélie de Vitré · 
 Volta Limburg Classic · 
 Grote Prijs Miguel Indurain · 
 Ronde van La Rioja · 
 Scheldeprijs · 
 GP Pino Cerami · 
 Klasika Primavera · 
 Parijs-Camembert · 
 Brabantse Pijl · 
 GP Denain · 
 Ronde van de Finistère · 
 Tro Bro Léon · 
 Ronde van Keulen · 
 La Roue Tourangelle · 
 Rund um den Finanzplatz Eschborn-Frankfurt · 
 Ronde van de Somme · 
 ProRace Berlin · 
 Grote Prijs van Plumelec · 
 Boucles de l'Aulne · 
 Ronde van Zeeland Seaports · 
 Trofeo Melinda · 
 GP Kanton Aargau · 
 Ronde van Limburg · 
 Ronde van de Apennijnen · 
 Halle-Ingooigem · 
 Trofeo Matteotti · 
 Prueba Villafranca de Ordizia · 
 GP Industria & Artigianato-Larciano · 
 Ronde van Toscane · 
 Circuito de Getxo · 
 Polynormande · 
 RideLondon Classic · 
 GP Stad Zottegem · 
 Dutch Food Valley Classic · 
 Châteauroux Classic de l'Indre · 
 Druivenkoers Overijse · 
 Ronde van Veneto · 
 Schaal Sels · 
 Memorial Rik Van Steenbergen · 
 Brussels Cycling Classic · 
 GP Fourmies · 
 Ronde van de Doubs · 
 GP Jef Scherens · 
 Coppa Bernocchi · 
 Coppa Agostoni · 
 GP van Wallonië · 
 Ronde van de Drie Valleien · 
 Kampioenschap van Vlaanderen · 
 Memorial Marco Pantani · 
 Grote Prijs Impanis-Van Petegem · 
 GP van Isbergues · 
 GP Industria & Commercio di Prato · 
 Omloop van het Houtland · 
 Duo Normand · 
 Milaan-Turijn · 
 Ronde van Piëmont · 
 Ronde van het Münsterland · 
 Pro Cycling Marathon · 
 Ronde van de Vendée · 
 Memorial Frank Vandenbroucke · 
 Coppa Sabatini · 
 Parijs-Bourges · 
 Ronde van Emilia · 
 GP Beghelli · 
 Parijs-Tours · 
 Nationale Sluitingsprijs · 
 Ronde van Romagna · 
 Chrono des Nations